# Лукова (Люблінське воєводство)
Лукова (пол. Łukowa) — село в Польщі, у гміні Лукова Білгорайського повіту Люблінського воєводства. Населення — 2595 осіб (2011).

## Історія
1589 року вперше згадується православна церква в селі.
1943 року польські шовіністи вбили в селі 14 українців.
У 1975—1998 роках село належало до Замойського воєводства.

## Населення
Демографічна структура станом на 31 березня 2011 року:
|          | Загалом | Допрацездатний вік | Працездатний вік | Постпрацездатний вік |
| -------- | ------- | ------------------ | ---------------- | -------------------- |
| Чоловіки | 1272    | 279                | 834              | 159                  |
| Жінки    | 1323    | 261                | 733              | 329                  |
| Разом    | 2595    | 540                | 1567             | 488                  |